# 洛尔卡竞技足球俱乐部
洛尔卡竞技足球俱乐部，西班牙洛尔卡市的一个足球俱乐部，成立于1996年。该队现参加西班牙足球乙二级联赛。